# Olympische Sommerspiele 2020/Teilnehmer (Israel)
| Gelbes Symbol für Goldmedaillen mit stilisierten Olympischen Ringen | Graues Symbol für Silbermedaillen mit stilisierten Olympischen Ringen | Braundes Symbol für Bronzemedaillen mit stilisierten Olympischen Ringen |
| ------------------------------------------------------------------- | --------------------------------------------------------------------- | ----------------------------------------------------------------------- |
| 2                                                                   | —                                                                     | 2                                                                       |

Israel nahm an den Olympischen Spielen 2020 in Tokio mit 90 Sportlern in 16 Sportarten teil. Es war die insgesamt 17. Teilnahme an Olympischen Sommerspielen.

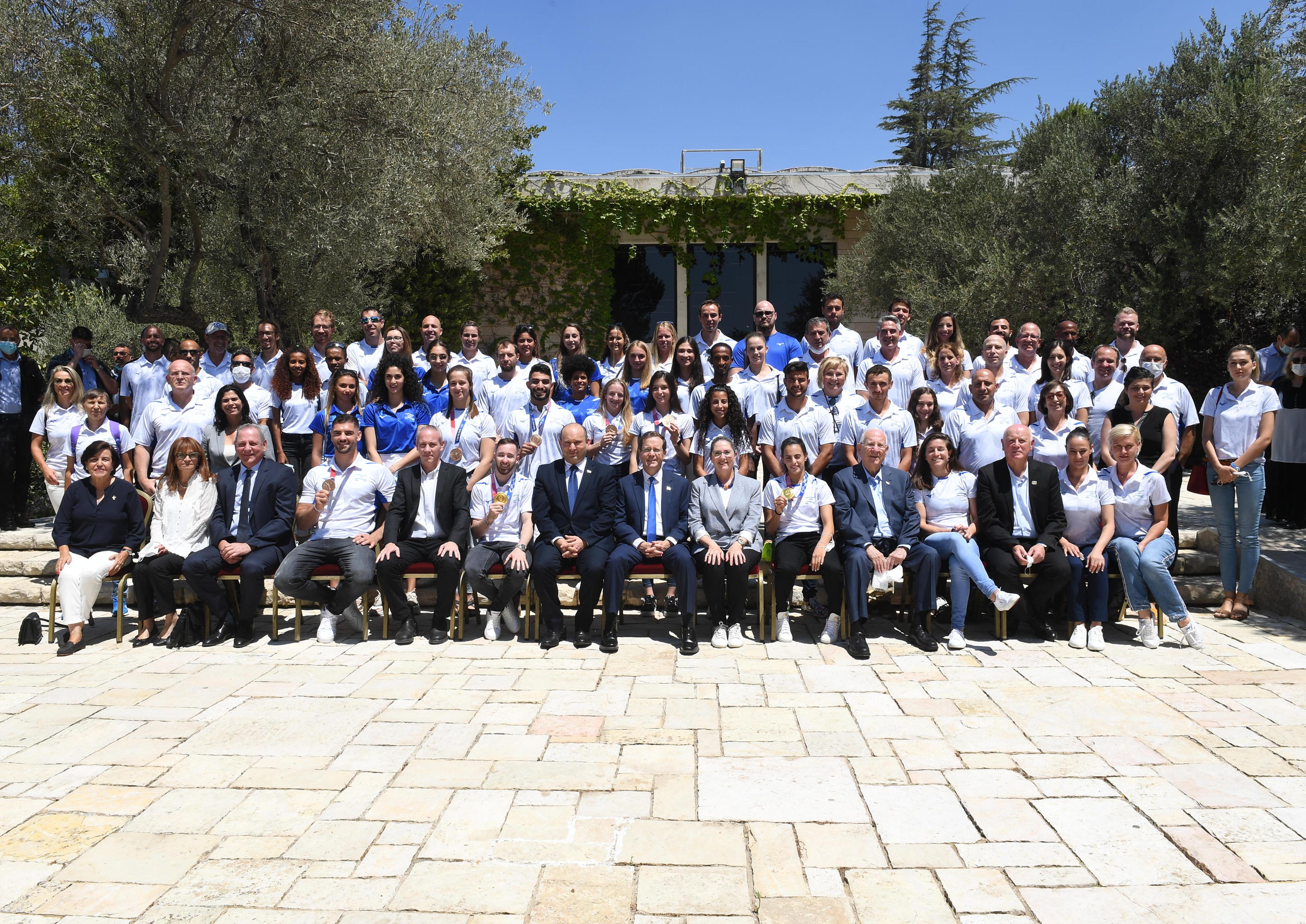
Gruppenfoto mit Präsident Jitzchak Herzog nach den Olympischen Spielen

## Medaillengewinner

### Gold
| Name            | Sportart                   | Wettkampf    |
| --------------- | -------------------------- | ------------ |
| Artem Dolgopyat | Turnen                     | Boden Männer |
| Linoy Ashram    | Rhythmische Sportgymnastik | Einzel       |

### Bronze
| Name | Sportart  | Wettkampf             |
| --- | --------- | --------------------- |
| Avishag Semberg | Taekwondo | Fliegengewicht Frauen |
| Tohar Butbul Raz Hershko Li Kochman Inbar Lanir Sagi Muki Shira Rishony Baruch Shmailov Timna Nelson-Levy Peter Paltchik Or Sasson Gili Sharir | Judo      | Mannschaft            |

## Teilnehmer nach Sportarten

### Badminton
| Athleten           | Wettbewerb | Gruppenphase   | Gruppenphase              | Gruppenphase | Gruppenphase | Achtelfinale  | Achtelfinale  | Viertelfinale | Viertelfinale | Halbfinale    | Halbfinale    | Finale        | Finale        | Rang |
| Athleten           | Wettbewerb | Gegner         | Ergebnis                  | Punkte       | Rang         | Gegner        | Ergebnis      | Gegner        | Ergebnis      | Gegner        | Ergebnis      | Gegner        | Ergebnis      | Rang |
| ------------------ | ---------- | -------------- | ------------------------- | ------------ | ------------ | ------------- | ------------- | ------------- | ------------- | ------------- | ------------- | ------------- | ------------- | ---- |
| Frauen             |            |                |                           |              |              |               |               |               |               |               |               |               |               |      |
| Ksenia Polikarpova | Einzel     | P. V. Sindhu   | 0:2 (7:21, 10:21)         | 66:99        | 3            | ausgeschieden | ausgeschieden | ausgeschieden | ausgeschieden | ausgeschieden | ausgeschieden | ausgeschieden | ausgeschieden | 15   |
| Ksenia Polikarpova | Einzel     | Cheung N. Y.   | 1:2 (15:21, 21:15, 16:21) | 66:99        | 3            | ausgeschieden | ausgeschieden | ausgeschieden | ausgeschieden | ausgeschieden | ausgeschieden | ausgeschieden | ausgeschieden | 15   |
| Männer             |            |                |                           |              |              |               |               |               |               |               |               |               |               |      |
| Misha Zilberman    | Einzel     | B. S. Praneeth | 2:0 (21:17, 21:15)        | 82:91        | 2            | ausgeschieden | ausgeschieden | ausgeschieden | ausgeschieden | ausgeschieden | ausgeschieden | ausgeschieden | ausgeschieden | 15   |
| Misha Zilberman    | Einzel     | M. Caljouw     | 1:2 (21:17, 9:21, 10:21)  | 82:91        | 2            | ausgeschieden | ausgeschieden | ausgeschieden | ausgeschieden | ausgeschieden | ausgeschieden | ausgeschieden | ausgeschieden | 15   |

### Baseball
| Wettbewerb     | Männer |
| -------------- | --- |
| Athleten       | Jeremy Bleich Jonathan de Marte Jake Fishman Alex Katz Alon Leichman Shlomo Lipetz Jon Moscot D. J. Sharabi Joey Wagman Ben Wanger Zack Weiss Josh Zeid Tal Erel Ryan Lavarnway Nick Rickles Scott Burcham Mitch Glasser Ty Kelly Ian Kinsler Zach Penprase Danny Valencia Blake Gailen Assaf Lowengart Robb Paller |
| Trainer        | Eric Holtz |
| Gruppenphase   | Südkorea (5:6 n. V.) Vereinigte Staaten (1:8) |
| 1. Runde       | Mexiko (12:5) |
| 2. Runde       | Südkorea (1:11) |
| Hoffnungsrunde | Dominikanische Republik (6:7) |
| Halbfinale     | ausgeschieden |
| Finale         | ausgeschieden |
| Platzierung    | 5 |

### Bogenschießen
| Athleten    | Wettbewerb | Qualifikation | Qualifikation | 1. Runde | 1. Runde | 2. Runde   | 2. Runde | Achtelfinale  | Achtelfinale  | Viertelfinale | Viertelfinale | Halbfinale    | Halbfinale    | Finale        | Finale        | Rang          |
| Athleten    | Wettbewerb | Ringe         | Rang          | Gegner   | Ergebnis | Gegner     | Ergebnis | Gegner        | Ergebnis      | Gegner        | Ergebnis      | Gegner        | Ergebnis      | Gegner        | Ergebnis      | Rang          |
| ----------- | ---------- | ------------- | ------------- | -------- | -------- | ---------- | -------- | ------------- | ------------- | ------------- | ------------- | ------------- | ------------- | ------------- | ------------- | ------------- |
| Männer      |            |               |               |          |          |            |          |               |               |               |               |               |               |               |               |               |
| Itay Shanny | Einzel     | H. Mutō       | 7:3           | T. Rai   | 6:5      | C.-c. Tang | 5:6      | ausgeschieden | ausgeschieden | ausgeschieden | ausgeschieden | ausgeschieden | ausgeschieden | ausgeschieden | ausgeschieden | ausgeschieden |

### Gewichtheben
| Athleten       | Wettbewerb                     | Reißen  | Reißen | Stoßen  | Stoßen | Zweikampf | Zweikampf | Rang |
| Athleten       | Wettbewerb                     | Gewicht | Rang   | Gewicht | Rang   | Gewicht   | Rang      | Rang |
| -------------- | ------------------------------ | ------- | ------ | ------- | ------ | --------- | --------- | ---- |
| Männer         |                                |         |        |         |        |           |           |      |
| David Litvinov | Superschwergewicht über 109 kg | 176 kg  | 10     | 205 kg  | 11     | 381 kg    | 11        | 11   |

### Judo
| Athleten                                                                        | Wettbewerb  | 1. Runde        | 1. Runde | 2. Runde    | 2. Runde    | Achtelfinale    | Achtelfinale  | Viertelfinale     | Viertelfinale | Halbfinale / Trostrunde | Halbfinale / Trostrunde | Finale / Platz 3 | Finale / Platz 3 | Rang   |
| Athleten                                                                        | Wettbewerb  | Gegner          | Ergebnis | Gegner      | Ergebnis    | Gegner          | Ergebnis      | Gegner            | Ergebnis      | Gegner                  | Ergebnis                | Gegner           | Ergebnis         | Rang   |
| ------------------------------------------------------------------------------- | ----------- | --------------- | -------- | ----------- | ----------- | --------------- | ------------- | ----------------- | ------------- | ----------------------- | ----------------------- | ---------------- | ---------------- | ------ |
| Frauen                                                                          |             |                 |          |             |             |                 |               |                   |               |                         |                         |                  |                  |        |
| Shira Rishony                                                                   | bis 48 kg   | L. Álvarez      | 10:0     | —           | —           | J. Figueroa     | 10:0          | U. Munkhbat       | 11:0          | Lin C.-h.               | 10s1:0s2                | D. Bilodid       | 0s1:10s1         | 5      |
| Gili Cohen                                                                      | bis 52 kg   | G. Babamyratowa | 10s1:0   | —           | —           | C. Van Snick    | 0:10          | ausgeschieden     | ausgeschieden | ausgeschieden           | ausgeschieden           | ausgeschieden    | ausgeschieden    | 9      |
| Timna Nelson-Levy                                                               | bis 57 kg   | Freilos         | Freilos  | —           | —           | M. Perisic      | 10s1:0s3      | T. Yoshida        | 0s1:1         | K. Kajzer               | 0:10s2                  | ausgeschieden    | ausgeschieden    | 7      |
| Gili Sharir                                                                     | bis 63 kg   | K. Haecker      | 0s3:10s2 | —           | —           | ausgeschieden   | ausgeschieden | ausgeschieden     | ausgeschieden | ausgeschieden           | ausgeschieden           | ausgeschieden    | ausgeschieden    | 17     |
| Inbar Lanir                                                                     | bis 78 kg   | M. Otgon        | 10:0     | —           | —           | M. Aguiar       | 0:10          | ausgeschieden     | ausgeschieden | ausgeschieden           | ausgeschieden           | ausgeschieden    | ausgeschieden    | 9      |
| Raz Hershko                                                                     | über 78 kg  | T. Alqahtani    | 11:0     | —           | —           | Akira Sone      | 0:11          | ausgeschieden     | ausgeschieden | ausgeschieden           | ausgeschieden           | ausgeschieden    | ausgeschieden    | 9      |
| Männer                                                                          |             |                 |          |             |             |                 |               |                   |               |                         |                         |                  |                  |        |
| Baruch Shmailov                                                                 | bis 66 kg   | K. Loforte      | 11:0s1   | —           | —           | N. Katz         | 1:0           | V. Margvelashvili | 0:10          | A. Gomboč               | 1:0s1                   | D. Cargnin       | 0s1:1s1          | 5      |
| Tohar Butbul                                                                    | bis 73 kg   | Freilos         | Freilos  | ohne Gegner | ohne Gegner | V. Sterpu       | 10:0          | An C.-r.          | 0s1:1s1       | A. Margelidon           | 0:10s2                  | ausgeschieden    | ausgeschieden    | 7      |
| Sagi Muki                                                                       | bis 81 kg   | Freilos         | Freilos  | E. Santos   | 10:0        | S. Borchashvili | 0s2:1s2       | ausgeschieden     | ausgeschieden | ausgeschieden           | ausgeschieden           | ausgeschieden    | ausgeschieden    | 9      |
| Li Kochman                                                                      | bis 90 kg   | Freilos         | Freilos  | D. Klammert | 10:0s1      | L. Bekauri      | 1s1:10        | ausgeschieden     | ausgeschieden | ausgeschieden           | ausgeschieden           | ausgeschieden    | ausgeschieden    | 9      |
| Peter Paltchik                                                                  | bis 100 kg  | Freilos         | Freilos  | —           | —           | L. Otgonbaatar  | 1s1:0s2       | A. Wolf           | 0s1:1s1       | S. El Nahas             | 0:10s1                  | ausgeschieden    | ausgeschieden    | 7      |
| Or Sasson                                                                       | über 100 kg | Freilos         | Freilos  | —           | —           | T. Riner        | 0:1           | ausgeschieden     | ausgeschieden | ausgeschieden           | ausgeschieden           | ausgeschieden    | ausgeschieden    | 9      |
| Mixed                                                                           |             |                 |          |             |             |                 |               |                   |               |                         |                         |                  |                  |        |
| Gili Sharir Sagi Muki Raz Hershko Peter Paltchik Timna Nelson-Levy Tohar Butbul | Mixed Team  | —               | —        | —           | —           | Italien         | 4:3           | Frankreich        | 3:4           | Brasilien               | 4:2                     | ROC              | 4:1              | Bronze |

### Leichtathletik
Laufen und Gehen 
| Athleten               | Wettbewerb       | Runde 1      | Runde 1 | Halbfinale    | Halbfinale    | Finale        | Finale        | Rang          |
| Athleten               | Wettbewerb       | Zeit         | Rang    | Zeit          | Rang          | Zeit          | Rang          | Rang          |
| ---------------------- | ---------------- | ------------ | ------- | ------------- | ------------- | ------------- | ------------- | ------------- |
| Frauen                 |                  |              |         |               |               |               |               |               |
| Diana Vaisman          | 100 m            | 11,27 s      | 4       | ausgeschieden | ausgeschieden | ausgeschieden | ausgeschieden | ausgeschieden |
| Selamawit Teferi       | 5000 m           | 14:53,43 min | 8       | —             | —             | 14:54,39 min  | 10            | 10            |
| Selamawit Teferi       | 10.000 m         | —            | —       | —             | —             | 32:46,46 min  | 23            | 23            |
| Adva Cohen             | 3000 m Hindernis | 10:05,95 min | 14      | —             | —             | ausgeschieden | ausgeschieden | ausgeschieden |
| Maor Tiyouri           | Marathon         | —            | —       | —             | —             | 2:37:52 h     | 48            | 48            |
| Lonah Chemtai Salpeter | Marathon         | —            | —       | —             | —             | 2:48:31 h     | 66            | 66            |
| Männer                 |                  |              |         |               |               |               |               |               |
| Himro Alame            | Marathon         | —            | —       | —             | —             | 2:17:17 h     | 37            | 37            |
| Girmau Amare           | Marathon         | —            | —       | —             | —             | 2:16:17 h     | 28            | 28            |
| Maru Teferi            | Marathon         | —            | —       | —             | —             | 2:13:02 h     | 13            | 13            |

### Radsport

#### Straße
| Athleten     | Wettbewerb       | Zeit         | Rang |
| ------------ | ---------------- | ------------ | ---- |
| Frauen       |                  |              |      |
| Omer Shapira | Straßenrennen    | 3:55:23 h    | 24   |
| Omer Shapira | Einzelzeitfahren | 33:15,84 min | 15   |

#### Mountainbike
| Athleten     | Wettbewerb    | Zeit      | Rang |
| ------------ | ------------- | --------- | ---- |
| Männer       |               |           |      |
| Shlomi Haimy | Cross-Country | 1:36:58 h | 33   |

### Reiten

#### Springreiten
| Athleten                               | Wettbewerb | Strafpunkte      | Strafpunkte   | Strafpunkte   | Strafpunkte   | Strafpunkte   | Strafpunkte   | Rang          |
| Athleten                               | Wettbewerb | 1. Qualifikation | Nationenpreis | Nationenpreis | Nationenpreis | Einzelfinale  | Einzelfinale  | Rang          |
| Athleten                               | Wettbewerb | 1. Qualifikation | 1. Umlauf     | 2. Umlauf     | Stechen       | 1. Umlauf     | 2. Umlauf     | Rang          |
| -------------------------------------- | ---------- | ---------------- | ------------- | ------------- | ------------- | ------------- | ------------- | ------------- |
| Ashlee Bond mit Donatello 141          | Einzel     | 0,000            | —             | —             | —             | 5,000         | ausgeschieden | 11            |
| Alberto Michan mit Cosa Nostra         | Einzel     | DNF              | —             | —             | —             | ausgeschieden | ausgeschieden | ausgeschieden |
| Teddy Vlock mit Amsterdam 27           | Einzel     | 6,000            | —             | —             | —             | ausgeschieden | ausgeschieden | 42            |
| Ashlee Bond Alberto Michan Teddy Vlock | Mannschaft | DNF              | ausgeschieden | ausgeschieden | ausgeschieden | ausgeschieden | ausgeschieden | 16            |

### Schießen
| Athleten       | Wettbewerb          | Qualifikation   | Qualifikation | Finale          | Finale        | Ringe/ Scheiben | Rang |
| Athleten       | Wettbewerb          | Ringe/ Scheiben | Rang          | Ringe/ Scheiben | Rang          | Ringe/ Scheiben | Rang |
| -------------- | ------------------- | --------------- | ------------- | --------------- | ------------- | --------------- | ---- |
| Männer         |                     |                 |               |                 |               |                 |      |
| Sergey Richter | Luftgewehr 10 Meter | 624,5           | 27            | ausgeschieden   | ausgeschieden | 624,5           | 27   |

### Schwimmen
| Athleten                                                        | Wettbewerb          | Vorlauf     | Vorlauf | Halbfinale    | Halbfinale    | Finale        | Finale        | Rang |
| Athleten                                                        | Wettbewerb          | Zeit        | Rang    | Zeit          | Rang          | Zeit          | Rang          | Rang |
| --------------------------------------------------------------- | ------------------- | ----------- | ------- | ------------- | ------------- | ------------- | ------------- | ---- |
| Frauen                                                          |                     |             |         |               |               |               |               |      |
| Andrea Murez                                                    | 50 m Freistil       | 25,48 s     | 30      | ausgeschieden | ausgeschieden | ausgeschieden | ausgeschieden | 30   |
| Andrea Murez                                                    | 100 m Freistil      | 54,06 s NR  | 22      | ausgeschieden | ausgeschieden | ausgeschieden | ausgeschieden | 22   |
| Andrea Murez                                                    | 200 m Freistil      | 1:58,97 min | 19      | ausgeschieden | ausgeschieden | ausgeschieden | ausgeschieden | 19   |
| Anastasia Gorbenko                                              | 100 m Brust         | DNS         | –       | ausgeschieden | ausgeschieden | ausgeschieden | ausgeschieden | –    |
| Anastasia Gorbenko                                              | 200 m Brust         | 2:28,41 min | 28      | ausgeschieden | ausgeschieden | ausgeschieden | ausgeschieden | 28   |
| Anastasia Gorbenko                                              | 100 m Rücken        | 59,90 s     | 12      | 59,30 s NR    | 8             | 59,53 s       | 8             | 8    |
| Aviv Barzelay                                                   | 200 m Rücken        | 2:11,13 min | 15      | 2:12,93 min   | 15            | ausgeschieden | ausgeschieden | 15   |
| Anastasia Gorbenko                                              | 100 m Schmetterling | 58,23 s     | 18      | ausgeschieden | ausgeschieden | ausgeschieden | ausgeschieden | 18   |
| Anastasia Gorbenko                                              | 200 m Lagen         | 2:10,21 min | 7       | 2:10,70 min   | 10            | ausgeschieden | ausgeschieden | 10   |
| Männer                                                          |                     |             |         |               |               |               |               |      |
| Meiron Cheruti                                                  | 50 m Freistil       | 22,01 s     | 17      | ausgeschieden | ausgeschieden | ausgeschieden | ausgeschieden | 17   |
| Ron Polonsky                                                    | 200 m Brust         | 2:12,71 min | 27      | ausgeschieden | ausgeschieden | ausgeschieden | ausgeschieden | 27   |
| Yakov Toumarkin                                                 | 100 m Rücken        | 54,81 s     | 31      | ausgeschieden | ausgeschieden | ausgeschieden | ausgeschieden | 31   |
| Mixed                                                           |                     |             |         |               |               |               |               |      |
| Anastasia Gorbenko Itay Goldfaden Gal Cohen Groumi Andrea Murez | 4 × 100 m Lagen     | —           | —       | 3:43,94 min   | 7             | 3:44,77 min   | 8             | 8    |

### Segeln
| Athleten                | Wettbewerb      | Qualifikation | Qualifikation | Medal Race    | Medal Race    | Punkte | Rang |
| Athleten                | Wettbewerb      | Punkte        | Rang          | Punkte        | Rang          | Punkte | Rang |
| ----------------------- | --------------- | ------------- | ------------- | ------------- | ------------- | ------ | ---- |
| Frauen                  |                 |               |               |               |               |        |      |
| Katy Spychakov          | Windsurfen RS:X | 65            | 6             | 20            | 10            | 85     | 6    |
| Shay Kakon              | Laser Radial    | 220           | 30            | ausgeschieden | ausgeschieden | 220    | 30   |
| Noya Bar Am Shahar Tibi | 470er           | 74            | 10            | 6             | 3             | 80     | 8    |
| Männer                  |                 |               |               |               |               |        |      |
| Yoav Cohen              | Windsurfen RS:X | 74            | 7             | 2             | 1             | 76     | 4    |

### Surfen
| Athleten    | Wettbewerb | 1. Runde | 1. Runde | 2. Runde | 2. Runde | 3. Runde      | 3. Runde      | Viertelfinale | Viertelfinale | Halbfinale    | Halbfinale    | Finale / Platz 3 | Finale / Platz 3 | Rang |
| Athleten    | Wettbewerb | Punkte   | Rang     | Punkte   | Rang     | Gegner        | Ergebnis      | Gegner        | Ergebnis      | Gegner        | Ergebnis      | Gegner           | Ergebnis         | Rang |
| ----------- | ---------- | -------- | -------- | -------- | -------- | ------------- | ------------- | ------------- | ------------- | ------------- | ------------- | ---------------- | ---------------- | ---- |
| Frauen      |            |          |          |          |          |               |               |               |               |               |               |                  |                  |      |
| Anat Lelior | Shortboard | 7,77     | 4        | 8,93     | 4        | ausgeschieden | ausgeschieden | ausgeschieden | ausgeschieden | ausgeschieden | ausgeschieden | ausgeschieden    | ausgeschieden    | 17   |

### Synchronschwimmen
| Athletinnen                   | Wettbewerb | Qualifikation     | Qualifikation     | Qualifikation  | Qualifikation  | Qualifikation | Qualifikation | Finale         | Finale         | Finale           | Finale           |
| Athletinnen                   | Wettbewerb | Technische Kür TK | Technische Kür TK | Freie Kür FK-Q | Freie Kür FK-Q | Gesamt        | Gesamt        | Freie Kür FK-F | Freie Kür FK-F | Gesamt TK + FK-F | Gesamt TK + FK-F |
| Athletinnen                   | Wettbewerb | Punkte            | Rang              | Punkte         | Rang           | Punkte        | Rang          | Punkte         | Rang           | Punkte           | Rang             |
| ----------------------------- | ---------- | ----------------- | ----------------- | -------------- | -------------- | ------------- | ------------- | -------------- | -------------- | ---------------- | ---------------- |
| Frauen                        |            |                   |                   |                |                |               |               |                |                |                  |                  |
| Eden Blecher Shelly Bobritsky | Duett      | 84,6333           | 16                | 83,8580        | 15             | 168,4913      | 15            | ausgeschieden  | ausgeschieden  | ausgeschieden    | ausgeschieden    |

### Taekwondo
| Athleten        | Wettbewerb       | 1. Runde     | 1. Runde | Achtelfinale      | Achtelfinale | Viertelfinale | Viertelfinale | Hoffnungsrunde Halbfinale | Hoffnungsrunde Halbfinale | Halbfinale    | Halbfinale    | Hoffnungsrunde Finale | Hoffnungsrunde Finale | Finale        | Finale        | Rang   |
| Athleten        | Wettbewerb       | Gegner       | Erg.     | Gegner            | Erg.         | Gegner        | Erg.          | Gegner                    | Erg.                      | Gegner        | Erg.          | Gegner                | Erg.                  | Gegner        | Erg.          | Rang   |
| --------------- | ---------------- | ------------ | -------- | ----------------- | ------------ | ------------- | ------------- | ------------------------- | ------------------------- | ------------- | ------------- | --------------------- | --------------------- | ------------- | ------------- | ------ |
| Frauen          |                  |              |          |                   |              |               |               |                           |                           |               |               |                       |                       |               |               |        |
| Avishag Semberg | Klasse bis 49 kg | V. Stambaugh | 22:2     | P. Wongpattanakit | 5:29         | ausgeschieden | ausgeschieden | T. K. T. Trương           | 22:1                      | ausgeschieden | ausgeschieden | R. Yıldırım           | 27:22                 | ausgeschieden | ausgeschieden | Bronze |

### Triathlon
| Athleten      | Wettbewerb | Zeit      | Rang |
| ------------- | ---------- | --------- | ---- |
| Männer        |            |           |      |
| Shachar Sagiv | Einzel     | 1:47:10 h | 20   |
| Ran Sagiv     | Einzel     | 1:49:04 h | 35   |

### Turnen

#### Gerätturnen
| Athleten           | Wettbewerb       | Qualifikation | Qualifikation | Finale        | Finale        | Rang |
| Athleten           | Wettbewerb       | Punkte        | Rang          | Punkte        | Rang          | Rang |
| ------------------ | ---------------- | ------------- | ------------- | ------------- | ------------- | ---- |
| Frauen             |                  |               |               |               |               |      |
| Lihie Raz          | Boden            | 12,400        | 59            | ausgeschieden | ausgeschieden | 59   |
| Lihie Raz          | Schwebebalken    | 12,066        | 64            | ausgeschieden | ausgeschieden | 64   |
| Lihie Raz          | Sprung           | 13,899        | 15            | ausgeschieden | ausgeschieden | 64   |
| Lihie Raz          | Stufenbarren     | 11,700        | 70            | ausgeschieden | ausgeschieden | 70   |
| Lihie Raz          | Mehrkampf Einzel | 50,399        | 59            | ausgeschieden | ausgeschieden | 59   |
| Männer             |                  |               |               |               |               |      |
| Artem Dolgopyat    | Boden            | 15,200        | 1             | 14,933        | 1             | Gold |
| Alexander Shatilov | Boden            | 13,500        | 47            | ausgeschieden | ausgeschieden | 47   |
| Artem Dolgopyat    | Pauschenpferd    | 12,766        | 56            | ausgeschieden | ausgeschieden | 56   |

#### Rhythmische Sportgymnastik
| Athletinnen                                                            | Wettbewerb | Qualifikation | Qualifikation | Finale  | Finale | Rang |
| Athletinnen                                                            | Wettbewerb | Punkte        | Rang          | Punkte  | Rang   | Rang |
| ---------------------------------------------------------------------- | ---------- | ------------- | ------------- | ------- | ------ | ---- |
| Frauen                                                                 |            |               |               |         |        |      |
| Linoy Ashram                                                           | Einzel     | 103,100       | 3             | 107,800 | 1      | Gold |
| Nicol Zelikman                                                         | Einzel     | 95,900        | 7             | 95,600  | 7      | 7    |
| Ofir Dayan Yana Kramarenko Natalie Raits Yuliana Telegina Karin Vexman | Gruppe     | 84,650        | 4             | 83,850  | 6      | 6    |